# Rainer Jork
Rainer Jork (* 16. März 1940 in Dresden; † 23. Juli 2020 in Radebeul) war ein deutscher Politiker (CDU). Er war 1990 Mitglied der Volkskammer der DDR und anschließend von 1990 bis 2002 Mitglied des Deutschen Bundestages.

## Leben
Jork verließ die Schule mit der Mittleren Reife und holte sein Abitur an der Abendoberschule in Dresden nach. Er besuchte eine Allgemeinbildende Berufsschule, an der er einen Facharbeiterabschluss als Feinmechaniker machte. Er studierte Maschinenbau und Regelungstechnik an der Technischen Universität Dresden, an der er im Jahr 1965 sein Diplom erwarb. Im Jahr 1974 promovierte er an der Technischen Hochschule Ilmenau. Er war insgesamt 20 Jahre auf dem Gebiet der Projektierung von Automatisierungsanlagen tätig und war von 1965 bis 1984 nebenberuflich noch Berufsschullehrer. In den Jahren 1976 bis 1990 arbeitete er als Dozent an der Technischen Universität Dresden. Von 1985 bis 1990 war er Dozent für Automatisierungstechnik in der Ingenieurschule „Rudolf Diesel“ in Meißen. In seiner Laufbahn brachte er mehrere Fachbücher heraus und konnte auch mehrere Erfindungen patentieren lassen.

## Politik
Jork trat im Jahr 1971 der Ost-CDU bei und war seit Februar 1990 Vorsitzender des CDU-Stadtverbands in Radebeul (bis 2004). Er war vom 18. März bis zur Auflösung am 2. Oktober 1990 Mitglied der frei gewählten Volkskammer der DDR. Dort war er Obmann im Ausschuss Bildung und Wissenschaft sowie Parlamentarischer Staatssekretär im Ministerium für Bildung und Wissenschaft der DDR zwischen März und Oktober 1990.
Im Zuge der deutschen Wiedervereinigung am 3. Oktober 1990 wurde Jork als eines von 144 Mitgliedern von der Volkskammer in den Deutschen Bundestag entsandt.
Von 1990 bis 2002 errang Jork im damaligen Bundestagswahlkreis Dresden-Land – Freital – Dippoldiswalde, der das Gebiet des damaligen Weißeritzkreises (bis 1994: Kreis Freital und Kreis Dippoldiswalde) und des vormaligen Landkreises Dresden abdeckte, dreimal in Folge das Direktmandat mit bis zu 60 % der Stimmen.
Im Bundestag gehörte Jork jeweils dem Ausschuss für Bildung, Wissenschaft, Forschung, Technologie und Technikfolgenabschätzung an und dessen Obmann von 1998 bis 2002. Zudem war er Mitglied in der Enquete-Kommission „Überwindung der Folgen der SED-Diktatur im Prozeß der deutschen Einheit“. Von 1998 bis 2002 war er stellvertretender Vorsitzender der CDU-Landesgruppe Sachsen im Bundestag.
2002 kandidierte Jork nicht mehr, als es zu einer Neuordnung der Bundestagswahlkreise kam. Seine Nachfolger wurden Klaus Brähmig (CDU) im Bundestagswahlkreis Sächsische Schweiz – Osterzgebirge (vorheriger Name bis 2008: Sächsische Schweiz – Weißeritzkreis) sowie Arnold Vaatz (CDU) im Bundestagswahlkreis Dresden II – Bautzen II.
Jork war von 2004 bis 2019 Kreisrat des Landkreises Meißen und ab 2007 im Vorstand der CDU-Kreistagsfraktion aktiv.

## Weitere Ämter
- Verein der Freunde Schloß Moritzburg e. V., Moritzburg: Vorsitzender
- Partnerschaftskomitee der Stadt Radebeul (Städtepartnerschaft St. Ingbert): Vorsitzender
- Karl-May-Stiftung, Radebeul: Mitglied des Kuratoriums
- Aufsichtsrat der Elblandkliniken: Mitglied
- Verwaltungsrat der Sparkasse Meißen: Mitglied